# Sedze-Maubecq
Sedze-Maubecq település Franciaországban, Pyrénées-Atlantiques megyében. Lakosainak száma 228 fő (2022. január 1.). Sedze-Maubecq Villenave-près-Béarn, Baleix, Bédeille, Lespourcy, Lombia és Momy községekkel határos.

## Népesség
A település népessége az elmúlt években az alábbi módon változott:
| Lakosok száma | 243  | 266  | 275  | 275  | 263  | 252  | 240  | 235  | 228  |
|               | 2013 | 2015 | 2016 | 2017 | 2018 | 2019 | 2020 | 2021 | 2022 |